# Dealu Corni
Dealu Corni – wieś w Rumunii, w okręgu Vâlcea, w gminie Lădești. W 2011 roku liczyła 273 mieszkańców.